# سیارک ۱۲۳۴۲
سیارک ۱۲۳۴۲ (به انگلیسی: 12342 Kudohmichiko، نامگذاری:1993BL12) دوازده هزار و سیصد و چهل و دومین سیارک کشف شده‌است که در ۳۰ ژانویه ۱۹۹۳ کشف شد.
قدر مطلق سیارک برابر ۱۴٫۷۰ است.